# Полисарка (приток Паны)
Полисарка — река в России, протекает по Мурманской области. Устье реки находится в 70 км по правому берегу реки Пана. Длина реки составляет 42 км, площадь водосборного бассейна 451 км².
Вытекает из озера Верхнее Полисарское. В 20 км от устья, по левому берегу реки впадает река Митриявръйок.

## Данные водного реестра
По данным государственного водного реестра России относится к Баренцево-Беломорскому бассейновому округу, водохозяйственный участок реки — реки бассейна Белого моря от западной границы бассейна реки Иоканга (мыс Святой Нос) до восточной границы бассейна реки Нива, без реки Поной. Речной бассейн реки — бассейны рек Кольского полуострова и Карелии, впадает в Белое море.
Код объекта в государственном водном реестре — 02020000212101000007882.